# Christian Friedrich Voigt (Orgelbauer, 1803)
Christian Friedrich Voigt (* 4. Dezember 1803 in Oberlosa; † 23. August 1868 in Igstadt) war ein deutscher Orgelbauer im Herzogtum Nassau. 

## Leben
Christian Friedrich Voigt erhielt seine Ausbildung bei Bernhard Dreymann in Mainz. 1833 ließ er sich in Igstadt nieder und gründete dort seine Orgelbauwerkstatt. Voigt war um die Mitte des 19. Jahrhunderts neben Daniel Raßmann in Möttau einer der beiden prägenden Orgelbauer im Herzogtum Nassau. Über 50 Instrumente wurden zwischen 1833 und 1868 von seiner Werkstatt erbaut.
Nach seinem Tod führte sein Sohn Heinrich Voigt die Werkstatt weiter.

## Werke
Erhaltene Orgeln (in Auswahl):
| Jahr | Ort            | Kirche                    | Bild                | Manuale | Register | Bemerkungen |
| ---- | -------------- | ------------------------- | ------------------- | ------- | -------- | --- |
| 1834 | Oberliederbach | Ev. Kirche                |                     | I/P     | 14       | Erste Orgel Voigts |
| 1841 | Oberroßbach    | Ev. Kirche                |                     | I/P     | 13       | Mit eigenen Ventilen für die Pedalkoppel. |
| 1847 | Seelenberg     | St. Kasimir               |                     | I/P     | 10       | Weihe am 4. Oktober 1847; später durch Michael Keller-Limburg um „einige sanfte Stimmen“ (u. a. eine Dolce 8′) erweitert; 1957 und zuletzt 1998 Generalüberholung; Werk erhalten. |
| 1855 | Oberreifenberg | St. Georg (kath.)         |                     | II/P    | 25       | Ursprünglich war eine kleine Orgel mit 14 Registern zum Preis von 1200 Gulden vorgesehen. Aufgrund eines Gutachtens des Sachverständigen der Landesregierung zum Orgelbau, dem Usinger Seminarmusiklehrer Karl Markus Feye, wurde eine größere Orgel mit 25 Registern angeschafft. 1975 von Fa. Klais, 2012 von Orgelbau Hardt restauriert. Weitgehend erhalten. |
| 1858 | Oberneisen     | Ev. Kirche                | Orgel in Oberneisen | I/P     | 13       | Einige Register später ersetzt |
| 1860 | Nastätten      | Ev. Kirche                |                     | II/P    | 18       | Weitgehend erhalten |
| 1865 | Erbach         | Johanneskirche            |                     | II/P    | 22       | |
| 1867 | Heftrich       | Ev. Kirche                | Orgel in Heftrich   | II/P    | 19       | Weitgehend erhalten |
| 1868 | Schloßborn     | St. Philippus und Jakobus |                     | II/P    | 17       | Weitgehend erhalten; später etwas umdisponiert |